# Hemileia vastatrix
Hemileia vastatrix is een meercellige basidiomycete-schimmel van de orde Pucciniales (voorheen ook bekend als Uredinales) die koffieroest veroorzaakt, een ziekte die de koffieplant aantast. Koffie fungeert als de vereiste gastheer van koffieroest, dat wil zeggen dat de roest toegang moet hebben tot en in fysiek contact moet komen met koffie (Coffea sp.) om te kunnen overleven.
Koffieroest is wereldwijd een van de economisch belangrijkste ziekten van de koffieplant. Eerdere epidemieën hebben de koffieproductie van hele landen vernietigd. In de meer recente geschiedenis verminderde een epidemie in Midden-Amerika in 2012 de koffieproductie in de regio met 16%.
Het primaire pathologische mechanisme van de schimmel is een vermindering van het vermogen van de plant om energie te ontlenen via fotosynthese door de bladeren te bedekken met schimmelsporen en/of ervoor te zorgen dat bladeren van de plant vallen. De vermindering van het fotosynthesevermogen (het metabolisme van planten) resulteert in een vermindering van de kwantiteit en kwaliteit van de bloemen- en fruitproductie, wat uiteindelijk de kwaliteit van de koffie vermindert.